# Dasyophthalma
Dasyophthalma é um gênero de borboletas neotropicais da família Nymphalidae, subfamília Satyrinae e tribo Brassolini, nativas da Mata Atlântica do Brasil (Bahia, Minas Gerais, Espírito Santo, Rio de Janeiro, São Paulo, Paraná, Santa Catarina e Rio Grande do Sul) e proposto por Westwood em 1851. Caracterizam-se por apresentar de dois a três ocelos de coloração laranja na superfície ventral das asas posteriores. Adultos (como visto em D. creusa e D. rusina) alimentam-se de frutos caídos, em fermentação, no solo das florestas e apresentam dimorfismo sexual. Normalmente Brassolini são ativos ao amanhecer e entardecer, voando ocasionalmente durante o dia. No entanto as borboletas do gênero Dasyophthalma são ativas durante o dia, especialmente nas primeiras horas da tarde.

## Espécies
As quatro espécies do gênero Dasyophthalma podem ser separadas pela seguinte chave:
1-Borboletas, vistas por cima, com manchas iridescentes em azul na superfície das asas:
1a-Borboletas com faixas claras das asas posteriores se estreitando em "v" agudo em direção à borda. / Dasyophthalma rusina (Godart, [1824])
1b-Borboletas com faixas claras das asas posteriores não se estreitando em "v" agudo em direção à borda. / Dasyophthalma geraensis (Rebel, 1922)
2-Borboletas, vistas por cima, sem manchas iridescentes em azul na superfície das asas:
2a-Borboletas com faixas claras das asas anteriores se alargando em sua porção inferior. / Dasyophthalma creusa (Hübner, [1821])
2b-Borboletas com faixas claras das asas anteriores não se alargando em sua porção inferior. / Dasyophthalma vertebralis (Butler, 1869)

## Extinção
As espécies D. vertebralis e D. geraensis constam na Lista Oficial da Fauna Brasileira ameaçada de extinção.